# بات كامينغز
بات كامينغز (بالإنجليزية: Pat Cummings)‏ مواليد 11 يوليو 1956 في شيكاغو - الوفاة 26 يونيو 2012، كان لاعب كرة سلة أمريكي. بدأ مسيرته الاحترافية في سنة 1979. تم اختياره من قبل فريق ميلووكي باكز خلال الدرافت. بلغ طوله 6 قدم 9 بوصة (2.1 م). اعتزل اللعب في 1993.

## المسيرة الاحترافية
لعب مع ميلووكي باكز من سنة 1979 إلى 1982، ثم لعب مع دالاس مافيريكس من سنة 1982 إلى 1984، ثم لعب مع نيويورك نيكس من سنة 1984 إلى 1988، ثم لعب مع ميامي هيت من سنة 1988 إلى 1990، ثم لعب مع سرقسطة في الدوري الإسباني في سنة 1990، ثم لعب مع بالاكانسترو فاريزي في الدوري الإيطالي في سنة 1990، ثم لعب مع يوتا جاز في موسم 1990–1991.

## روابط خارجية
- بات كامينغز على موقع إن بي أي (الإنجليزية)
- بات كامينغز على موقع سبورتس رفرنس (الإنجليزية)
- بات كامينغز على موقع الدوري الإسباني لكرة السلة (الإسبانية)
- بات كامينغز على موقع كلية كرة السلة في سبورتس رفرنس.كوم (الإنجليزية)
- بات كامينغز على موقع ريلجم (الإنجليزية)
- بات كامينغز على موقع بروبوليرز (الإنجليزية)
- بات كامينغز على موقع سبورتس رفرنس (الإنجليزية)